# Crenicichla punctata
Crenicichla punctata és una espècie de peix de la família dels cíclids i de l'ordre dels perciformes.

## Morfologia
Els mascles poden assolir els 22,3 cm de longitud total.

## Distribució geogràfica
Es troba a Sud-amèrica: Uruguai i Brasil (Rio Grande do Sul).